# Xaj
Xaj war ein türkisches Volumen- und Getreidemaß. Das Maß war örtlich begrenzt auf Preveza (griech.).
- 1 Xaj = 3 1/3 Kiló = 120,35 Liter etwa 1½ Staja (Triester)